# FCBotiga

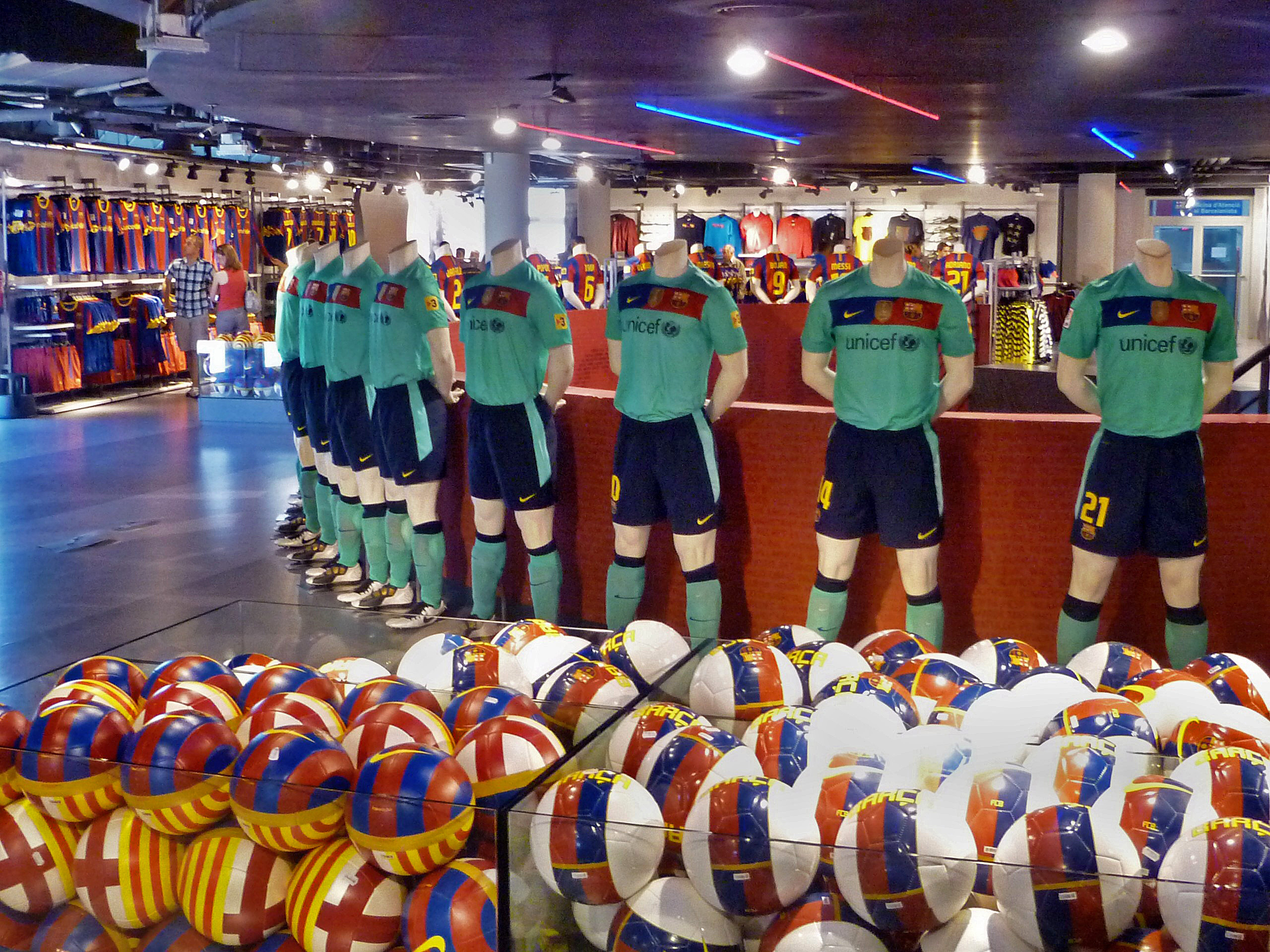
Wnętrze sklepu FCBotiga Megastore

FCBotiga – sieć oficjalnych sklepów FC Barcelony oferujących ponad 3000 różnych artykułów - począwszy od replik koszulek sportowych, poprzez szkolne przybory, książki, po zegarki i inne pamiątki związane z klubem. Główny sklep sieci FCBotiga - Megastore ma powierzchnię 2000 m² i mieści się przy stadionie Camp Nou. Sklepy te znajdują się na całym świecie, jednak obecnie żaden z nich nie jest dostępny w Polsce.